# Witold Skuratowicz
Witold Skuratowicz (ur. 15 września 1907 w Baku, zm. 19 listopada 1979 w Warszawie) – polski dyplomata, arabista, reprezentant PRL w Sudanie (1958–1960) i Libanie (1960–1965).

## Życiorys
Syn Ignacego, farmaceuty i właściciela apteki oraz Stanisławy z Kowalskich, działaczki społecznej, organizatorki tajnego nauczanie języka polskiego i historii na terenie dzisiejszej Ukrainy. W 1911 rodzina przeniosła się do Kijowa.
W 1920 w czasie wojny polsko-bolszewickiej Witold Skuratowicz opuścił Kijów. Kształcił się w gimnazjum w Bydgoszczy. W 1928 zdał maturę w Pińsku. Jego ojciec pracował tam jako farmaceuta, a matka uczyła w gimnazjum. Po odbyciu służby wojskowej (1928--1929) studiował od 1933 na Wydziale Prawa Uniwersytetu Warszawskiego oraz na Wydziale Nauk Ekonomiczno-Społecznych Wolnej Wszechnicy Polskiej, gdzie uzyskał absolutorium (1937). Należał wówczas do Związku Polskiej Młodzieży Demokratycznej (ZPMD) oraz Związku Młodzieży Polskiej „Zet”. Później był członkiem Związku Seniorów Organizacji Młodzieży Narodowej. W 1937 rozpoczął pracę w Spółdzielni Pracy „Grupa Techniczna”, którą założyli jego koledzy z ZPMD oraz działacze Centralnego Związku Młodzieży Wiejskiej „Siew”.
Latem 1939 został zmobilizowany i jako porucznik rezerwy brał udział w kampanii wrześniowej w grupie operacyjnej „Polesie”. Od 6 października 1939 do końca wojny przebywał w niewoli niemieckiej, w tym w Oflagu II C Woldenberg. Rozpoczął wówczas naukę języka arabskiego, początkowo pod kierunkiem Kazimierza Michałowskiego.
W 1945 początkowo powrócił do „Grupy Technicznej”, gdzie objął stanowisko dyrektora administracyjnego. 1 października 1945 rozpoczął pracę w Ministerstwie Spraw Zagranicznych na stanowisku radcy w Departamencie Politycznym. Od stycznia 1946 do 30 września 1948 kierował Wydziałem Konsularnym Poselstwa w Kairze. Jednocześnie dokształcał się w zakresie arabskiego w Instytucie Języków Wschodnich przy Uniwersytecie Amerykańskim w Kairze. Po powrocie do centrali na stanowiskach radcy, starszego radcy i naczelnika wydziału. W tym czasie prowadził także lektorat języka arabskiego na Uniwersytecie Warszawskim.
Od października 1958 do 17 września 1960 reprezentował Polskę jako chargé d’affaires w Sudanie. Początkowo miał stopień I sekretarza, a od 1959 radcy ambasady w Chartumie. Owocem tego pobytu była także kwerenda na temat Sudanu, wykonana we współpracy z Sudan Political Society oraz Polakami zaczepionymi w miejscowej elicie, która zaowocowała wydaną później monografią. 17 września 1960 został posłem nadzwyczajnym i ministrem pełnomocnym w Libanie, a od 4 stycznia 1963 ambasadorem nadzwyczajnym i pełnomocnym. Od 1964 dodatkowo akredytowany był w Kuwejcie i Jordanii. Do jego sukcesów należało uruchomienie linii lotniczej Warszawa-Bejrut. 19 maja 1965 zakończył misję w Bejrucie. Następnie był ekspertem rzeczoznawcą ds. Bliskiego Wschodu w Departamencie V, a od 1968 kierownikiem Wydziału 3 Departamentu V. 30 listopada 1969 przeszedł na własny wniosek na emeryturę. Od 1966 do 1974 prowadził na Uniwersytecie Warszawskim wykłady dotyczące problematyki państw arabskich.
Autor haseł w encyklopediach i słownikach. Publikował artykuły popularnonaukowe (m.in. w „Przeglądzie Orientalistycznym”, „Kontynentach”, „Argumentach”, „Polityce”) oraz prace naukowe. Monografię na temat Syrii, którą napisał razem z synem, określano jako pionierską i bogatą faktograficznie.

## Życie prywatne
Zmarł w Warszawie. Pochowany na cmentarzu Wojskowym na Powązkach (kwatera B 39-2-4).
W latach 1945–1952 jego żoną była Władysława z domu Henius. Miał syna Jerzego (ur. 1946), ekonomistę. Od 1954 jego żoną była Maria Zenobia z Lesnobrodzkich (1907–1994), primo voto Dawidczyńska, bibliotekarka MSZ.
Jego stryjem był generał Piotr Skuratowicz, ofiara zbrodni katyńskiej zamordowana w Charkowie. Siostra Anna (ur. ok. 1922) została w 1941 rozstrzelana w Palmirach.

## Ordery i odznaczenia
- Srebrny Krzyż Zasługi (19 lipca 1946)[9]
- Medal 10-lecia Polski Ludowej (20 lipca 1955)[10]
- Krzyż Kawalerski Orderu Odrodzenia Polski[1]
- Krzyż Komandorski Order Cedru z Gwiazdą, Liban[1]

## Publikacje książkowe
- Witold Skuratowicz: Gramatyka arabska, z. 1. Warszawa: 1949, s. 1–40.
- Witold Skuratowicz: Gramatyka arabska, z. 2. Warszawa: Państwowe Zakłady Wydawnictw Szkolnych, 1950, s. 41–165. OCLC 833335677.
- Witold Skuratowicz: Gramatyka arabska, z. 3. Warszawa: Państwowe Zakłady Wydawnictw Szkolnych, 1951, s. 166–320. OCLC 833333736.
- Witold Skuratowicz: Liban. Warszawa: Państwowe Wydawnictwo Naukowe, 1960, s. 186.
- Witold Skuratowicz: Sudan. Warszawa: Państwowe Wydawnictwo Naukowe, 1965, s. 186. OCLC 69633161.
- Witold Skuratowicz: Sudańska Partia Komunistyczna. Warszawa: Polski Instytut Spraw Międzynarodowych, 1971, s. 100. OCLC 838917339.
- Witold Skuratowicz, Jerzy Skuratowicz: Przemiany wewnętrzne i polityka zagraniczna Syrii. Warszawa: Polski Instytut Spraw Międzynarodowych, 1974, s. 304. OCLC 830373867.